# 拉基普萊斯 (加利福尼亞州)
拉基普萊斯（英語：Lackey Place）是位於美國加利福尼亞州克恩縣的一個非建制地區。該地的面積和人口皆未知。

## 地理
拉基普萊斯的座標為35°37′56″N 118°38′48″W / 35.63222°N 118.64667°W，而該地的平均海拔高度為1158米（即3799英尺）。